# Åsa Sundh
Karin Åsa Christina Sundh, född den 9 december 1946 i Örnsköldsvik, är en svensk egenföretagare bosatt i Umeå i Västerbotten. Hon har varit lärare på Umeå universitet i 30 år.

## Politisk bakgrund
Åsa Sundh var under flera år moderat kommunpolitiker i Umeå. Åren 2001-2003 var hon vice ordförande i moderaternas kvinnoförbund, m-kvinnor, och satt då också i moderaternas partistyrelse. Åsa Sundh var tilltänkt som kandidat för moderaterna inför riksdagsvalet 2006. Åsa Sundh ratades emellertid av partiets valberedning, trots att hon kom på fjärde plats när moderaternas medlemmar hade provval. Vintern 2006 valde Åsa Sundh att lämna moderaterna och istället engagera sig i Junilistan. Åsa Sundh invaldes i Junilistans partistyrelse och stod på tredje plats på Junilistans kandidatlista inför valet till Europaparlamentet 2009.